# Jernporten (København)
Jernporten var en gitterport opført i 1785, som på grænsen mellem København og Frederiksberg spærrede adgangen til Frederiksberg Allé (ved Vesterbrogade/Værnedamsvej).
Kun de kongelige herskaber og de få beboere, der boede langs alléen havde nøgle til Jernporten. I 1862 blev Jernporten flyttet til Søndermarken og står endnu på hjørnet af Pile Allé og Roskildevej.
Længe efter at porten var fjernet, holdt navnet Jernporten sig som betegnelse for dette gadehjørne. 
Undertiden hævdes det, at Jernporten var et andet navn for Vesterport. Dette er imidlertid ikke tilfældet.